# ザ・ストーン・クアリー
ザ・ストーン・クアリー（The Stone Quarry）は、アメリカ合衆国の映画製作会社である。

## 会社概要
2004年に映画監督のザック・スナイダー、その妻でプロデューサーのデボラ・スナイダー、及び彼らの製作パートナーのウェスリー・カラーが設立した。ワーナー・ブラザースをベースとして、現在はカリフォルニア州パサデナを拠点としている。2007年、『300 〈スリーハンドレッド〉』が公開される前にワーナー・ブラザースと2年間の共同製作協定を結んだ。2009年1月30日より会社の公式のウェブサイトを始まり、会社のロゴが使われた。最新のロゴでは2011年のスナイダーの映画『エンジェル ウォーズ』のヒロイン、ベビイドールをアニメにしたものが使われている。会社は長編映画製作の他、マーケティングも手伝っている。

## 映画
初めの頃はクレジット無しで共同製作をしていた。2004年に初製作となる、ジョージ・A・ロメロの映画『ゾンビ』のリメイク版『ドーン・オブ・ザ・デッド』が公開された。2007年にフランク・ミラーの同名のグラフィックノベルを原作とした『300』、アラン・ムーアとデイヴ・ギボンズの同名のグラフィックノベルを原作とした『ウォッチメン』、2010年にキャスリン・ラスキーの小説『ガフールの勇者たち』を原作とした『ガフールの伝説』が公開された。2011年には原作無しの映画『エンジェル・ウォーズ』が公開され、初めて本社の名前がクレジットされる。

### 予定されている企画
2007年、スナイダーが『いれずみの男』（1969年）のリメイク版の監督に決まったことが報じられた。この他、セルゲイ・ボドロフが監督する予定の The Last Photograph 、ジョビィ・ハロルド脚本のゾンビ映画『アーミー・オブ・ザ・デッド』Army of the Dead 、コマーシャル監督のマシーズ・ファン・ヘイニンヘンの映画監督デビュー作が控えている

## フィルモグラフィ
| 年   | 作品                                                                             | 監督                 | 備考                                                  |
| ---- | -------------------------------------------------------------------------------- | -------------------- | ----------------------------------------------------- |
| 2004 | ドーン・オブ・ザ・デッド Dawn of the Dead                                        | ザック・スナイダー   | クレジット無し                                        |
| 2007 | 300 〈スリーハンドレッド〉 300                                                   | ザック・スナイダー   | クレジット無し                                        |
| 2009 | ウォッチメン Watchmen                                                            | ザック・スナイダー   | クレジット無し                                        |
| 2010 | ガフールの伝説 Legend of the Guardians: The Owls of Ga'Hoole                     | ザック・スナイダー   | クレジット無し                                        |
| 2011 | エンジェル ウォーズ Sucker Punch                                                 | ザック・スナイダー   | レジェンダリー・ピクチャーズと共同製作                |
| 2013 | マン・オブ・スティール Man Of Steel                                              | ザック・スナイダー   | レジェンダリー・ピクチャーズと共同製作                |
| 2014 | 300 〈スリーハンドレッド〉 〜帝国の進撃〜 300: Rise of an Empire                 | ノーム・ムーロ       | レジェンダリー・ピクチャーズと共同製作                |
| 2016 | バットマン vs スーパーマン ジャスティスの誕生 Batman v Superman: Dawn of Justice | ザック・スナイダー   | ラットパック=デューン・エンターテインメントと共同製作 |
| 2017 | ワンダーウーマン Wonder Woman                                                    | パティ・ジェンキンス | ラットパック=デューン・エンターテインメントと共同製作 |
| 2023 | REBEL MOON: パート1 炎の子 Rebel Moon - Part One - A Child of Fire               | ザック・スナイダー   | Grand Electric と共同製作                             |
| 2024 | REBEL MOON: パート2 傷跡を刻む者 Rebel Moon – Part Two: The Scargiver            | ザック・スナイダー   | Grand Electric と共同製作                             |